# 玻利維亞王蓮
玻利維亞王蓮（學名：Victoria boliviana），是世界上第三種被發現的王蓮屬植物，也是該屬目前最大的物種，已知最大可達3.2公尺寬。過去一直被錯認為已知物種，外觀上可以從種子較大、花苞頂部凸出以及浮葉下緣去辨別其不同，且也是王蓮屬中唯一一種心皮上寬下窄的物種。

## 名稱
屬名Victoria意為王蓮屬，取自英國維多利亞女王； 種小名boliviana意為玻利維亞的，取自玻利維亞植物園。玻利維亞植物園為發現玻利維亞王蓮的研究團隊之一，故以之命名。